# Tityobuthus darainensis
Espèce
Tityobuthus darainensis est une espèce de scorpions de la famille des Ananteridae.

## Distribution
Cette espèce est endémique de la région Sava à Madagascar. Elle se rencontre vers Daraina.

## Description
La femelle holotype mesure 35,1 mm.

## Systématique et taxinomie
Cette espèce a été décrite par Lourenço et Goodman en 2002.

## Étymologie
Son nom d'espèce, composé de darain[a] et du suffixe latin -ensis, « qui vit dans, qui habite », lui a été donné en référence au lieu de sa découverte, Daraina.

## Publication originale
- Lourenço & Goodman, 2002 : « Scorpions from the Daraina region of northeastern Madagascar, with special reference to the family Heteroscorpinidae Kraepelin, 1905. » Revista Ibérica de Aracnología, no 6, p. 53-68 (texte intégral).